# Hinojosa del Duque
Hinojosa del Duque és un municipi de la província de Còrdova a la comunitat autònoma d'Andalusia, a la comarca de Valle de los Pedroches.

## Demografia
| 1900   | 1910   | 1920   | 1930   | 1940   | 1950   | 1960   | 1970   | 1981  | 1991  |
| ------ | ------ | ------ | ------ | ------ | ------ | ------ | ------ | ----- | ----- |
| 10.673 | 10.692 | 11.961 | 13.945 | 14.844 | 15.629 | 14.767 | 10.190 | 8.048 | 7.942 |

| 1996  | 1998  | 1999  | 2000  | 2001  | 2002  | 2003  | 2004  | 2005  | 2006  |
| ----- | ----- | ----- | ----- | ----- | ----- | ----- | ----- | ----- | ----- |
| 8.042 | 7.995 | 7.992 | 7.928 | 7.866 | 7.797 | 7.744 | 7.643 | 7.595 | 7.546 |

## Història
La població és d'origen molt remot. En els seus voltants s'han trobat nombroses restes de diferents Civilitzacions: destrals, ceràmiques, sepultures, etc. Feu romà per la ubicació de les ruïnes de la necròpoli d'Idias i població musulmana des del segle viii. Conquistada en l'any 1236 per Diego Martínez, sent-li donada per Ferran III de Castella, com recompensa. Les cèlebres "serranillas" del Marquès de Santillana, que canten "a la Vaquera de la Finojosa" es van inspirar en aquesta localitat.
En 1444 passaria a formar part del Comtat de Belalcázar, per donació del rei Joan II de Castella a Gutierre de Sotomayor. En l'any 1733, el municipi d'Hinojosa del Duque va passar a formar part de la província de Còrdova. Alfons XI de Castella, va atorgar a la vila, en l'any 1827, el títol de Ciutat. Després d'això, i en el primer pacte entre dos països europeus en l'àmbit social, es va acordar un intercanvi de treballadors entre Romania i Polònia (antiga Lapònia), i els ramaders/agricultors de la zona hinojosenya.

## Activitat Econòmica
Hinojosa de Duque ha destacat durant segles per la seva riquesa agrícola i ramadera.
Són exemples les fires d'animals, tant la de Sant Isidre, atorgada a la vila per Real Privilegi en 1777 com la de Sant Agustí, aquesta darrera pionera durant el S.XIX i part del xx.
Hinojosa del Duque té molta importància en l'activitat de la ramaderia i cinegètica (caça menor de la llebre, conill, perdiu, colom, cadernera,etc.).
També cal destacar la dedicació dels seus habitants als cultius dels cereals i l'olivera. Compta amb una cooperativa olivera "Nostra Senyora del Carme", així com la seva dedicació al sector porcí i oví.
Té tradició la indústria de la pedra - granit i marbre-.
La ceràmica treballada de forma artesanal també ocupa un lloc destacat en l'activitat econòmica dels habitants de la vila així com el forjat de ferro.
No podem deixar de mencionar la indústria dels dolços on destaquen sense dubte "les perrunes hinojosenyes". Tenen gran renom també les explotacions i exportacions del pernil - n'hi ha càmeres d'assecat dels pernils- per després exportar aquest producte fora de la comunitat i a l'estranger.
Per acabar, cal mencionar els tallers d'alumini, brodat i confecció infantil així com els magatzems de materials de la construcció.

## Fira i festes

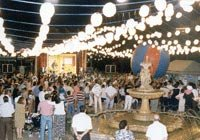
Fira de Sant Agustí

La Fira i festes de Sant Agustí se celebra del 24 al 29 d'Agost. Antigament aquesta fira era molt important a la comarca. Es desenvolupava un gran mercat de compra i venda d'animals. Es portava a terme al voltant del Pilar.
Aquest mercat ramader actualment ha sigut substituït per una fira agroalimentària, industrial i artesanal.
La "Feria" té també un vessant de tipus lúdic i cultural. Hi ha un ampli programa d'activitats. Cal destacar la Nit Flamenca Hinojosenya, el pregó de la fira, teatre, tria de la mossa més Fermosa. Cavalcada de gegants i capgrossos, competicions esportives, concerts en les diferents paradetes.
En aquestes festes i en la Caseta Municipal actuen els cants i grups de més prestigi nacional.
La Corredera, el Passeig i tot el recinte ferial en engalanat amb milers de bombetes i fanalets.
Festa de Nostra Senyora del Carme (16 de Juliol)

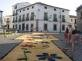
catifes de sorra

La nit del 15 de Juliol es fa l'entrega de flors a la Verge a l'església de Sant Sebastià. Actualment són els nens els que fan les ofrenes. L'endemà se surt en processó pels carrers principals del poble. Els veïns elaboren catifes precioses de sorra i de serradures que després serviran de pas de la verge.
Altres festes d'interès a la localitat: Nostra Senyora de l'Antiga - patrona de Hinojosa des de 1957 -.
El Carnaval (dates variables)

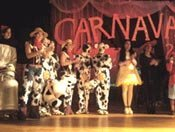
concurs de disfresses

Durant els dies de carnaval els carrers s'omplen de màscares i disfresses. Les colles canten cançons de caràcter crític de fets que han anat passant al poble. Tant dirigides als ciutadans com a les entitats polítiques.
També es fan concursos de comparses i una rua pel centre del poble.
Es menja l'olla barrejada i el "relleno" típic d'aquests dies.- Més endavant en parlarem-.
Les fogueres (1 de Febrer)

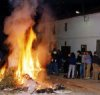
concursos de fogueres

A la nit els carrers s'omplen de fogueres al voltant de les quals es balla, es beu i es cremen suros amb els quals es taquen les cares dels veïns. Darrerament l'ajuntament atorga premis a les fogueres més animades.
Setmana Santa (variable)

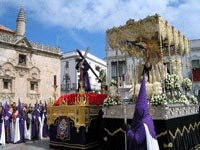
jesús amb la creu

A la comarca dels "pedroches" té una gran importància la setmana santa de Hinojosa del Duque. Celebra la localitat vuit desfilades processionals que comencen el diumenge de rams amb la popular somereta fins al dijous i divendres que són els dies més intensos de celebracions.
El dijous a la nit surten les confraries de Jesús orant a l'hort i la verge dels Dolors.
El Divendres Sant surt la confraria Jesús amb la Creu a les espatlles i el Sant Sepulcre, entre d'altres. Aquesta última talla és d'un gran realisme obra de l'imaginero de Granada.
La plça del Duc de Béjar, la Corredera i la plaça de la catedral són els llocs que més engalanen les processions que fan un itinerari comú.